# Stazione di Sant’Eufemia di Brisighella
Stazione di Sant'Eufemia di Brisighella 2012-ben bezárt vasútállomás Olaszországban, Brisighella településen.

## Vasútvonalak
Az állomást az alábbi vasútvonalak érintették:
- Firenze–Faenza-vasútvonal

## Kapcsolódó állomások
A vasútállomáshoz az alábbi állomások vannak a legközelebb:
- Stazione di Strada Casale
- Stazione di San Cassiano